# Meldola
Meldola (romanyol nyelven Mèdla vagy Mèidla) település Olaszországban, Emilia-Romagna régióban, Forlì-Cesena megyében. Lakosainak száma 9879 fő (2023. január 1.). Meldola Bertinoro, Civitella di Romagna, Predappio, Forlimpopoli, Cesena és Forlì községekkel határos.

## Népesség
A település lakossága az elmúlt években az alábbi módon változott:
| Lakosok száma | 9961 | 9978 | 9879 |
|               | 2017 | 2018 | 2023 |